# ستيف بينبريج
ستيف بينبريج (بالإنجليزية: Steve Bainbridge)‏ هو لاعب اتحاد الرغبي بريطاني، ولد في 7 أكتوبر 1956 في نيوكاسل أبون تاين في المملكة المتحدة.

## وصلات خارجية
- ستيف بينبريج عل موقع إسبنسكروم (الإنجليزية)